# In These Arms
In These Arms ist ein Lied der US-amerikanischen Rockband Bon Jovi aus dem Jahr 1992. Es wurde von Jon Bon Jovi, David Bryan und Richie Sambora geschrieben und 3. Mai 1993 als dritte Single aus Keep the Faith ausgekoppelt.

## Hintergrund
In These Arms wurde von Jon Bon Jovi, David Bryan und Richie Sambora geschrieben. Die Produktion erfolgte durch Bob Rock. Es erschien im Mai 1993 über das Label Mercury Records als Single. Es handelt sich um einen „Uptempo-Rocksong“ mit einem „ruhigen“ Intro. Neben Gitarren sind auch Keyboards zu hören, später ein E-Gitarrensolo. Im Liedtext will der Protagonist der geliebten Person alles so schön wie möglich machen, wenn sie nur „in diesen“, also seinen Armen wäre: „I’d hold you, I’d need you / I’d get down on my knees for you / And make everything alright / If you were in these arms“.

## Musikvideo
Das Video zeigt die Band bei einem Liveauftritt. Bis Oktober 2022 zählte es über 59 Millionen Aufrufe bei YouTube.

## Kommerzieller Erfolg

### Chartplatzierungen
In den Bravo-Jahrescharts 1993 erreichte In These Arms mit 311 Punkten den zehnten Platz.
| ChartsChartplatzierungen       | Höchstplatzierung | Wochen |
| ------------------------------ | ----------------- | ------ |
| Deutschland (GfK)              | 14 (18 Wo.)       | 18     |
| Österreich (Ö3)                | 20 (7 Wo.)        | 7      |
| Schweiz (IFPI)                 | 23 (11 Wo.)       | 11     |
| Vereinigtes Königreich (OCC)   | 9 (7 Wo.)         | 7      |
| Vereinigte Staaten (Billboard) | 27 (16 Wo.)       | 16     |

| ChartsJahrescharts (1993) | Platzierung |
| ------------------------- | ----------- |
| Deutschland (GfK)         | 71          |

### Auszeichnungen für Musikverkäufe
| Land/Region                  | Auszeichnungen für Musikverkäufe (Land/Region, Auszeichnung, Verkäufe) | Verkäufe |
| ---------------------------- | ---------------------------------------------------------------------- | -------- |
| Australien (ARIA)            | Gold                                                                   | 35.000   |
| Vereinigtes Königreich (BPI) | Silber                                                                 | 200.000  |
| Insgesamt                    | 1× Silber · 1× Platin ·                                                | 270.000  |

Hauptartikel: Bon Jovi/Auszeichnungen für Musikverkäufe